# Esacordo
In musica, un esacordo è un insieme di sei classi di altezze che comprende una porzione di sei note consecutive in una scala musicale. Il termine venne adottato nel Medioevo e riproposto nel XX secolo da Milton Babbitt con la teoria del serialismo.

## Medioevo
| Note     | Sillabe iniziali | Sillabe iniziali | Sillabe iniziali | Sillabe iniziali | Sillabe iniziali | Sillabe iniziali | Sillabe iniziali |
| ee       |                  |                  |                  |                  |                  |                  | la               |
| dd       |                  |                  |                  |                  |                  | la               | sol              |
| cc       |                  |                  |                  |                  |                  | sol              | fa               |
| bb duro  |                  |                  |                  |                  |                  |                  | mi               |
| bb molle |                  |                  |                  |                  |                  | fa               |                  |
| aa       |                  |                  |                  |                  | la               | mi               | re               |
| g        |                  |                  |                  |                  | sol              | re               | ut               |
| f        |                  |                  |                  |                  | fa               | ut               |                  |
| e        |                  |                  |                  | la               | mi               |                  |                  |
| d        |                  |                  | la               | sol              | re               |                  |                  |
| c        |                  |                  | sol              | fa               | ut               |                  |                  |
| b duro   |                  |                  |                  | mi               |                  |                  |                  |
| b molle  |                  |                  | fa               |                  |                  |                  |                  |
| a        |                  | la               | mi               | re               |                  |                  |                  |
| G        |                  | sol              | re               | ut               |                  |                  |                  |
| F        |                  | fa               | ut               |                  |                  |                  |                  |
| E        | la               | mi               |                  |                  |                  |                  |                  |
| D        | sol              | re               |                  |                  |                  |                  |                  |
| C        | fa               | ut               |                  |                  |                  |                  |                  |
| B        | mi               |                  |                  |                  |                  |                  |                  |
| A        | re               |                  |                  |                  |                  |                  |                  |
| Γ        | ut               |                  |                  |                  |                  |                  |                  |

Guido d'Arezzo denominò i suoni con le sillabe della solmisazione ut, re, mi, fa, sol, la, prese dall'inno liturgico Ut queant laxis, cantato nel vespro della solennità della natività di san Giovanni Battista. Come ausilio forse utilizzò già lui, ma certamente i successivi insegnanti di musica del Medioevo, la cosiddetta mano guidoniana.
L'esacordo guidoniano (cioè di Guido d'Arezzo) fu il sistema base per imparare la musica nell'Europa del Medioevo. Ogni esacordo era costituito da una serie di note adiacenti intervallate di un tono, ad eccezione delle due centrali, che erano separate da un semitono fra mi e fa.
Ogni esacordo iniziava dalle note sol, do o fa e la tabella a destra, letta dal basso verso l'alto, mostra le note di ogni esacordo per ciascuna di tre ottave. Leggendo da sinistra a destra si può, entro certi limiti, distinguere le note appartenenti a differenti ottave, le une dalle altre.
Così, C (Do 1) era "C fa ut" (o "cefaut"), c (Do 2) era "c sol fa ut", e cc (Do 3) era "c sol fa". Sin da allora la nota più bassa fu designata dalla lettera greca Γ (gamma, per 'g'), e fu nota come "gamma ut" o "gamut ", un termine che designa un gruppo di note, e successivamente, un intero gruppo di qualsiasi cosa.
Il sistema esacordale distingue anche fra b molle (fa nell'esacordo F) e b duro (mi nell'esacordo G). Con il passare del tempo, la variante molle e dura di 'b' vennero rappresentate con '♭' e '♮' che gradualmente si svilupparono nella attuale notazione.
Da quando un solo esacordo non riuscì a coprire ogni possibile nota della serie (solo c-a, f-d escluso il b (si) naturale, o g-e escluso il b (si) bemolle), i cantanti hanno dovuto "cambiare" tra esacordi se il gruppo di sei note era eccedente e se vi era una alterazione fra b (si) naturale e b (si) bemolle. In questo modo il sistema guidoniano di esacordi multipli era differente dal moderno solfeggio, un singolo gruppo di note (sillabe in tabella) dove una singola sequenza di note è sufficiente a dare tutte le possibili varianti di tono (compresi i toni cromatici).
Poiché comprende il b (si) durum, l'esacordo G veniva chiamato hexachordum durum; allo stesso modo, l'esacordo F era chiamato hexachordum molle. L'esacordo C, che non conteneva alcuna b (si), era chiamato hexachordum naturale.
Successivi cambiamenti a questo sistema inserirono degli esacordi che sistemavano anche i toni cromatici.

## XX secolo
La teoria seriale di Milton Babbitt, estese il significato di  esacordo per riferirlo ad un segmento di sei note nella scala di dodici suoni. Allen Forte nel suo The Structure of Atonal Music ridefinì il termine esacordo per significare quello che altri teorici (compresi Howard Hanson ed il suo Harmonic Materials of Modern Music: Resources of the Tempered Scale e Carlton Gamer in "Some Combinational Resources of Equal-Tempered Systems") indicavano con il termine hexad, un insieme di sei note che non sono necessariamente nella successione di una scala.
Un all-trichord hexachord (esacordo con tutti i tricordi) è un esacordo dal quale possono derivare tutti e dodici i possibili tricordi.
Il Sacher hexachord è noto per essere stato usato in molte composizioni compresa Messagequisse di Pierre Boulez.